# Добра жена (ТВ серија)
Добра жена (енгл. The Good Wife) америчка је телевизијска серија која се емитовала на ЦБС од 22. септембра 2009. до 8. маја 2016. Серија се фокусира на Алисију Флорик, супругу државног адвоката која се враћа у своју правну каријеру након догађаја јавног сексуалног и политичког корупцијског скандала везаног за њеног мужа. Серију су направили Роберт и Мишел Кинг, са главним улогама које тумаче Џулијана Маргулис, Џош Чарлс, Кристин Барански, Мет Еукри, Арчи Панџаби и Ален Каминг, као и Крис Норт који се појављује као епизодна улога. Извршни продуценти су Ридли Скот, Чарлс Мекдагнел Дејвид Ви Закер. Добра жена је серијализована емисија која садржи неколико лучних прича које се репродукују у више епизода, као и самосталне приче које се закључују до краја сваке епизоде. Серијске парцеле - реткост на ЦБС, мрежи на којој је већина програма у то време била процедурална - посебно су представљене у његовој високој хваљеној петој сезони.
Добра жена је освојила бројне престижне награде, укључујући пет Емија и награду Телевизије критичара за изузетан успех у драми. Глумачка постава је посебно препозната, а улога Џулијане Маргулис као Алисије Флорик добијаја значајне похвале. Серија је добила велико признање због свог увида у друштвене медије и интернет у друштву, политици и праву. Неколико критичара сматра да је то „последња велика драма” телевизијске мреже, која производи пуне 22 епизоде, док друге сличне драме често производе само 6 до 13 епизода по сезони. ЦБС је 7. фебруара 2016. објавио да се серија завршава седмом сезоном. Завршна епизода емитована је 8. маја 2016.

## Синопсис
Серија се фокусира на Алисију Флорик (Маргулис), чији је супруг Питер (Нот), бивши адвокат, државни првобранилац државе Илиноис, затворен због злогласне политичке корупције и секс скандала. Након што је провела претходних 13 година као мајка која је остала код куће, Алисија се враћа на радну снагу као парничар како би обезбедила своје двоје деце.